# Dean Kiely
Dean Lawrence Kiely (Salford, 10 ottobre 1970) è un ex calciatore irlandese, di ruolo portiere, preparatore dei portieri del Crystal Palace.
Al 21 gennaio 2008 detiene il record di 234 partite su 735 senza subire reti.

## Palmarès

### Club

#### Competizioni nazionali
- Football League Championship: 1

West Bromwich: 2007-2008